# کتاب سیاه کمونیسم
کتاب سیاه کمونیسم:جنایات، وحشت، سرکوب کتابی است نوشتهٔ چندین تن از دانشگاهیان اروپایی به ویراستاری استفان کورتوآ (رئیس مرکز ملی پژوهش‌های علمی فرانسه) که تاریخ سرکوبها، چه سیاسی و چه غیرنظامی، از سوی دولت‌های کمونیستی را از جمله نسل‌کشیها، اعدام‌های فراقضایی، نفی بلدها، قحطیهای مصنوعی را مستندسازی می‌کند. این کتاب در اصل در سال ۱۹۹۷ در فرانسه با عنوان Le Livre noir du communisme: Crimes, terreur, répression از سوی انتشارات روبر لافون منتشر شد. در آمریکا از سوی انتشارات دانشگاه هاروارد منتشر شد. نسخهٔ آلمانی کتاب شامل فصلی نوشتهٔ یوآخیم گاوک است، که بعد رئیس‌جمهور آلمان شد.

## محتوا

### شمار تخمینی قربانیان
استفان کورتوآ ویراستار کتاب در مقدمه، می‌گوید که «رژیم‌های کمونیستی… جنایات دسته جمعی را بدل به نظام تمام عیار حکومتی تبدیل کردند.» او مدعیست تعداد کل تلفات ۹۴ میلیون بوده‌است.
شمار تفکیک شدهٔ تلفات به نوشتهٔ کورتوآ عبارتست از»
- ۶۵ میلیون در جمهوری خلق چین
- ۲۰ میلیون در اتحاد جماهیر سوسیالیستی شوروی
- ۲ میلیون در کامبوج
- ۲ میلیون در کره شمالی
- ۱٫۷ میلیون در اتیوپی
- ۱٫۵ میلیون در افغانستان
- ۱ میلیون در بلوک شرق
- ۱ میلیون در ویتنام
- ۱۵۰٬۰۰۰ در آمریکای لاتین (غیر از کوبا)
- ۱۰٬۰۰۰ مرگ «ناشی از اقدامات جنبش بین‌المللی کمونیستی و احزاب کمونیستی که در قدرت نبودند.»[۳]

کورتوآ معتقد است که رژیم‌های کمونیستی از هر ایده‌آل یا جنبش سیاسی دیگری منجمله نازیسم مسبب مرگ‌های بیشتری شده‌اند. آمار قربانیان شامل اعدام‌ها، قحطی، مرگ‌های ناشی از نفی بلد، حصر فیزیکی یا از طریق بیگاری است.